# جيم وايت
جيم وايت (بالإنجليزية: Jim Whyte)‏ (29 سبتمبر 1944 في المملكة المتحدة - ) هو مدرب كرة قدم ولاعب كرة قدم بريطاني في مركز الظهير. شارك مع منتخب اسكتلندا تحت 21 سنة لكرة القدم. أما مع النوادي، فقد لعب مع نادي أبردين ونادي كيلمارنوك وKirkintilloch Rob Roy F.C. ‏.

## وصلات خارجية
- جيم وايت على موقع عالم كرة القدم.نت (الإنجليزية)